# Браєн Бредлі
Браєн Бредлі (англ. Brian Bradley; нар. 21 січня 1965, Кітченер) — канадський хокеїст, що грав на позиції центрального нападника. Грав за збірну команду Канади.

## Ігрова кар'єра
Виступати за першу хокейну команду на юніорськорму рівні Браєн розпочав у 1978 році у 13-річному віці.
1983 року був обраний на драфті НХЛ під 51-м загальним номером командою «Калгарі Флеймс». У цей час Бредлі захищав кольори команди «Лондон Найтс» (ОХЛ).
У сезоні 1985–86 Бредлі дебютував у складі «Калгарі Флеймс» але більшу частину часу провів у фарм-клубі «Монктон Голден-Флеймс» (АХЛ), де партнером по команді у нього був майбутня зірка НХЛ Бретт Галл.
У 1988 повернувшись з національної збірної Канади він був проданий до «Ванкувер Канакс», де він відіграв до середини сезону 1990–91 після чого його оміняли на гравця «Торонто Мейпл-Ліфс» Тома Курверса.
У 1992 НХЛ поповнився клубом «Тампа-Бей Лайтнінг» і першою зіркою команди став Браєн Бредлі, який у сезоні 1992–93 встановив особисті рекорди. У сезоні 1995–96 Бредлі встановив власний рекорд у регулярному чемпіонаті в 56 результативних передач. Завершив кар'єру гравця 23 грудня 1999 через хронічні травми.
У складі національної збірної Канади учасник зимових Олімпійських ігор 1984. У складі молодіжної збірної Канади учасник чемпіонатів світу 1985.

## Досягнення
- Переможець молодіжного чемпіонату світу — 1985
- Учасник матчу всіх зірок НХЛ — 1993, 1994.

## Інше
Бредлі досить часто коментує матчі клубу «Тампа-Бей Лайтнінг» на каналі Fox Sports Sun.
29 березня 2017 його обрали до зали слави «блискавок», також є членом зали слави у рідному Кітченері.

## Статистика

### Клубні виступи
| Сезон        | Клуб                    | Ліга         | Регулярний сезон | Регулярний сезон | Регулярний сезон | Регулярний сезон | Регулярний сезон | Плей-оф | Плей-оф | Плей-оф | Плей-оф | Плей-оф |
| Сезон        | Клуб                    | Ліга         | І                | Г                | П                | О                | ШХ               | І       | Г       | П       | О       | ШХ      |
| ------------ | ----------------------- | ------------ | ---------------- | ---------------- | ---------------- | ---------------- | ---------------- | ------- | ------- | ------- | ------- | ------- |
| 1980–81      | «Гвелф Плейтерс»        | ОПЮХЛ        | 42               | 31               | 40               | 71               | 59               | —       | —       | —       | —       | —       |
| 1980–81      | «Вексфорд Рейдерс»      | ОПЮХЛ        | 4                | 1                | 1                | 2                | 2                | —       | —       | —       | —       | —       |
| 1981–82      | «Лондон Найтс»          | ОХЛ          | 62               | 34               | 44               | 78               | 34               | 4       | 0       | 1       | 1       | 6       |
| 1982–83      | «Лондон Найтс»          | ОХЛ          | 67               | 37               | 82               | 119              | 37               | 3       | 1       | 0       | 1       | 0       |
| 1983–84      | «Лондон Найтс»          | ОХЛ          | 49               | 40               | 60               | 100              | 24               | 4       | 2       | 4       | 6       | 0       |
| 1983–84      | «Колорадо Флеймс»       | ЦПХЛ         | —                | —                | —                | —                | —                | 4       | 2       | 0       | 2       | 2       |
| 1984–85      | «Лондон Найтс»          | ОХЛ          | 32               | 27               | 49               | 76               | 22               | 8       | 5       | 10      | 15      | 4       |
| 1985–86      | «Монктон Голден-Флеймс» | АХЛ          | 59               | 23               | 42               | 65               | 40               | 10      | 6       | 9       | 15      | 4       |
| 1985–86      | «Калгарі Флеймс»        | НХЛ          | 5                | 0                | 1                | 1                | 0                | 1       | 0       | 0       | 0       | 0       |
| 1986–87      | «Монктон Голден-Флеймс» | АХЛ          | 20               | 12               | 16               | 28               | 8                | 6       | 3       | 3       | 6       | 16      |
| 1986–87      | «Калгарі Флеймс»        | НХЛ          | 40               | 10               | 18               | 28               | 16               | —       | —       | —       | —       | —       |
| 1987–88      | Канада                  | МТ           | 54               | 18               | 23               | 41               | 42               | —       | —       | —       | —       | —       |
| 1987–88      | «Ванкувер Канакс»       | НХЛ          | 11               | 3                | 5                | 8                | 6                | —       | —       | —       | —       | —       |
| 1988–89      | «Ванкувер Канакс»       | НХЛ          | 71               | 18               | 27               | 45               | 42               | 7       | 3       | 4       | 7       | 10      |
| 1989–90      | «Ванкувер Канакс»       | НХЛ          | 67               | 19               | 29               | 48               | 65               | —       | —       | —       | —       | —       |
| 1990–91      | «Ванкувер Канакс»       | НХЛ          | 44               | 11               | 20               | 31               | 42               | —       | —       | —       | —       | —       |
| 1990–91      | «Торонто Мейпл-Ліфс»    | НХЛ          | 26               | 0                | 11               | 11               | 20               | —       | —       | —       | —       | —       |
| 1991–92      | «Торонто Мейпл-Ліфс»    | НХЛ          | 59               | 10               | 21               | 31               | 48               | —       | —       | —       | —       | —       |
| 1992–93      | «Тампа-Бей Лайтнінг»    | НХЛ          | 80               | 42               | 44               | 86               | 92               | —       | —       | —       | —       | —       |
| 1993–94      | «Тампа-Бей Лайтнінг»    | НХЛ          | 78               | 24               | 40               | 64               | 56               | —       | —       | —       | —       | —       |
| 1994–95      | «Тампа-Бей Лайтнінг»    | НХЛ          | 46               | 13               | 27               | 40               | 42               | —       | —       | —       | —       | —       |
| 1995–96      | «Тампа-Бей Лайтнінг»    | НХЛ          | 75               | 23               | 56               | 79               | 77               | 5       | 0       | 3       | 3       | 6       |
| 1996–97      | «Тампа-Бей Лайтнінг»    | НХЛ          | 35               | 7                | 17               | 24               | 16               | —       | —       | —       | —       | —       |
| 1997–98      | «Тампа-Бей Лайтнінг»    | НХЛ          | 14               | 2                | 5                | 7                | 6                | —       | —       | —       | —       | —       |
| Усього в НХЛ | Усього в НХЛ            | Усього в НХЛ | 651              | 182              | 321              | 503              | 528              | 13      | 3       | 7       | 10      | 16      |

### Збірна
| Рік  | Команда | Турнір | І | Г | П | О  | ШХ |
| ---- | ------- | ------ | - | - | - | -- | -- |
| 1985 | Канада  | МЧС    | 7 | 9 | 5 | 14 | 2  |
| 1988 | Канада  | ОІ     | 7 | 0 | 4 | 4  | 0  |